# Cariomothis erotylus
Cariomothis erotylus är en fjärilsart som beskrevs av Hans Ferdinand Emil Julius Stichel 1910. Cariomothis erotylus ingår i släktet Cariomothis och familjen Riodinidae. Inga underarter finns listade i Catalogue of Life.